# Mariló Montero
María Dolores Leonor Montero Abárzuza, coneguda com a Mariló Montero (Estella, 28 de juliol de 1965) és una periodista i presentadora de televisió espanyola. És coneguda per haver presentat i dirigit el programa La mañana de la 1 de Televisió Espanyola des de 2009 fins a 2016.

## Trajectòria
Nascuda en la localitat navarresa d'Estella el 28 de juliol de 1965, és filla de Manuel Montero López (1929-2000), administrador de l'escorxador municipal de Estella i gaiter, i María del Carmen Abárzuza (m. en 1993), infermera. El seu pare va morir en un accident de trànsit als 70 anys, i la seva mare, va morir jove víctima d'esclerosi lateral amiotròfica. El seu pare té un carrer a Estella amb el seu nom. Té tres germans homes, Salvador (n. 1959), Francisco i José Ignacio (1961-2007), mort en accident de trànsit, igual que el seu pare. La seva família paterna descendeix d'una saga de músics.
Mariló Montero va iniciar la seva carrera en 1985 a Radio Navarra Antena 3, a la seva ciutat natal. En 1984 es va presentar al concurs de bellesa 'Maja de España'. Aquest mateix any, arran del certamen de Reina de la Costa Internacional realitzat a Costa Rica, que el director general de la franquícia de Univisión en aquest país, Ramón Coll, li proposa entrar al món de la televisió costariquenya. Així, la seva trajectòria televisiva comença en 1987, al Canal 2-Univisión de Costa Rica, editant i presentant l'informatiu matinal i dirigint i presentant el programa musical TNT. A més, durant la seva estada de 3 anys a Costa Rica, va cursar estudis de magisteri a la Universitat de Costa Rica, encara que no arribaria a graduar-se.
En 1988 es va presentar a Jesús Hermida, per qui va realitzar una prova en directe i, després d'una entrevista, va ser contractada. A la seva tornada a Espanya en 1990, va presentar al costat del periodista el programa A mi manera, de TVE1, que després dirigiria María Teresa Campos. Va treballar com a guionista i presentadora de Verano 90 de Telemadrid i, contractada per Luis Mariñas, va ser redactora en l'informatiu Entre hoy y mañana de Telecinco, des de 1990 fins a 1993. De nou en Telemadrid, va presentar al costat d'Hilario Pino el debat polític Aquí y ahora en 1993. En 1994 va coordinar el programa d'Antena 3 TV, Encantada de la vida amb Concha Velasco i produït per Pío Núñez.
En 1995, va començar a treballar en Canal Sur TV, on va realitzar labors de producció, redacció i direcció i també va presentar diverses gales especials i programes d'entreteniment. En aquest any va ser sotsdirectora de Ventanas de sol i, en 1996, productora de El Programa de Carlos Herrera. També va ser presentadora del magazín matinal Buenos días, Andalucía, en 1997. En 1998 va ser la creadora, editora i presentadora de Andalucía directo i va conduir l'informatiu Andalucía a las 9. En 1999 es va convertir en la imatge de la cadena Canal Sur TV, assumint les labors de presentació de totes les gales especials Toda una década, commemorant el desè aniversari de la cadena. Entre 1999 i 2000 va presentar juntament amb Tom Martín Benítez la primera edició (migdia) dels Informatius diaris de Canal Sud TV, Noticias uno.
Després d'un parèntesi en el qual va residir durant un any a Miami, va reprendre la presentació dels informatius de Canal Sur TV, entre 2001 i 2006, i va col·laborar en Canal Sur Radio com a contertúlia política. Al costat de la periodista Lola Álvarez, va fundar i va dirigir durant dos anys el programa Màster Especialitzat per a presentadors de televisió de l'Institut de Comunicació Audiovisual. Mentrestant, i fins a juny de 2008, va presentar el debat d'actualitat política Mejor lo hablamos. També va ser sotsdirectora i conductora de El meridiano, programa informatiu i de tertúlia política.
En 2009 comença a treballar per La 1 on va ser la sotsdirectora i presentadora del magazín matinal La mañana de la 1 fins a 2016. Des de juny de 2014 i fins a setembre de 2014, va presentar en aquesta mateixa cadena el programa de prime time El pueblo más divertido. La seva etapa en TVE va finalitzar al juny de 2016.
A més dels seus estudis de magisteri, ha completat un Programa de Desenvolupament Directiu (PDD) pel IESE - Universitat de Navarra.

### Vida privada
Té dos fills anomenats Alberto i Rocío Herrera Montero (model de nom artístic Rocío Crusset) amb el periodista Carlos Herrera, amb qui va estar casada entre 1991 i 2011.

## Premsa escrita i llibres
Des de 2004, publica la columna El mundo por montera als diaris del Grup Joly.
- Por montera, crónicas del pensamiento diario. Editorial STYRIA. Junt al cuiner de La 1, Sergio Fernández Luque:
- Saber cocinar, recetas y trucos. Editorial Espasa.
- Saber cocinar en días de fiesta. Editorial Espasa.
- Saber cocinar postres. Editorial Planeta.
- Saber cocinar recetas en diez minutos. Editorial Espasa.
- Saber cocinar recetas light. Editorial Planeta.
- Saber cocinar recetas de lujo a precios mini. Editorial Espasa. Junt amb Cristina Mérida i el director Luis Gutiérrez:
- Saber cuidarse. Editorial Planeta.
- Saber moverse. Editorial Planeta. Junt a Ana Bellón
- Saber comer. Editorial Planeta.
- Dieta exprés. Editorial RBA Libros

## Premis i reconeixements
- Premi Flamenca amb Art 2004
- Premi a la Millor Presentadora de Televisió 2005 atorgat per l'Associació de Teleespectadors ATEA
- Premio Periodistes Gràfics 2005, per la seva aportació i dedicació al desenvolupament de la informació televisiva
- Premi en 2006, en el Dia Internacional de la Dona, per la vila sevillana de San José de la Rinconada, en reconeixement de tota la seva trajectòria professional
- Premi Elio 2007, per la mateixa raó
- Premio Gurumelo 2007 pel programa debat Mejor lo hablamos
- Antena de Oro 2007 per tota la seva carrera professional
- Premi per la divulgació de medicaments orfes i malalties rares 2007
- Professora d'Honor del Col·legi Los Robles d'Oviedo en 2008
- Premi Los Robles de comunicació 2009
- Premi Joan Pau II de periodisme 2010
- Premio Glamur a la millor presentadora en 2011
- Premi Dulcinea per la labor social a favor de la lluita contra el càncer en 2012
- Premi Rotary per la trajectòria Professional, 2012
- Micròfon d'Or 2012
- Confraria del Real Botillo de Bierzo 2012
- Premi Francisco Rabal 2012
- Premi Vaguada 2012
- Premis La Cassola 2012
- Premi Fitness i Bodi building FIBO 2012
- Premi Gerardo de la tele a la pitjor presentadora 2013
- Premi Olla del Reyno de Navarra 2013

## Controvèrsies i crítiques
Algunes declaracions de la presentadora han suscitat contestació i denúncies, fins i tot per especialistes.
En 2012 es va congratular que els pacients que estaven en llista d'espera per un trasplantament d'òrgans que els salvaria la vida no els rebessin d'un assassí: «Doncs què voleu que us digui, jo no puc negar-los que he sentit tranquil·litat en saber que els òrgans d'aquest home no van a donar vida a ningú» (sic), perquè «no està científicament demostrat que el ànima no es transmeti» (sic). Aquestes declaracions van tenir un fort impacte en l'opinió pública i van generar comentaris de tota classe en les xarxes socials, a més de la desautorització del director de l'Organització Nacional de Trasplantaments.
Al setembre va aixecar una gran polèmica quan en una entrevista en directe a la seva companya de cadena Anne Igartiburu li va preguntar si no es trobava oxidada per haver presentat el mateix programa durant molts anys.
En 2013 va realitzar enaltiment del Toro de la Vega a La mañana de la 1. Mentre es mostraven imatges en directe del torneig, la presentadora va afirmar que la mateixa és «una festa meravellosa» que «se celebra des de fa milers d'anys» (sic). Pel que fa als activistes antitaurins, la presentadora els va acusar de filmar en forma oculta i de treure de context les imatges.
Al febrer de 2014, entrevistant al director del Museu del Calamar Gegant de Ḷḷuarca en el context d'un fort temporal que arrasa aquest museu, pregunta si els calamars gegants del museu «estaven vius».
Al febrer de 2014, mentre parlava amb una enviada a Velle (Ourense) per culpa d'un temporal, a pesar que l'enviada li corregís, va confondre múltiples vegades el riu Miño amb el riu Nil. Segons la presentadora, es va confondre després de veure un documental sobre Egipte en una cadena del mateix grup, La 2.
Al setembre de 2014, en relació amb el cas de Asunta, confon les inicials R.IP ("Que descansi en pau") amb una signatura. Als pocs dies crida a un programa de ràdio per defensar-se dient que en les esqueles es posa INRI (sic) o a. c. s., però no QEPD.
A l'octubre de 2014 entrevista a Javier Limón, marit de la infermera Teresa Romero que va sofrir el primer contagi del virus de l'ebola a Europa. Durant aquesta entrevista la presentadora sotmet Javier a tota mena de preguntes, arribant a suggerir-li que no present una denúncia contra el conseller de sanitat de Madrid, Javier Rodríguez, per les seves declaracions que tractaven de culpabilitzar a l'auxiliar d'infermeria del contagi.
Al novembre de 2014 al programa de Telecinco Un tiempo nuevo va comparar als desnonats amb «els negritos», i va dir que «caldrà ensenyar-los a llaurar la terra»; un altre comentari que va crear polèmica i els crítics de la qual van atribuir a la seva falta de tacte i professionalitat.
En 2015 al programa Ilustres ignorantes afirmo que tènia el sòl pelvià perfectament. El 21 de gener de 2015 va assegurar al seu programa La mañana de la 1 que l'olor de la llimona prevé el càncer: «Tenim aquí una llimona. La tenen a casa. Agafa la llimona, o la taronja, acosta-la al nas, pot fer olor i, si estreny una miqueta, surt l'olor i es pot omplir tota la casa. L'aroma de llimona pot prevenir el càncer. Veurem si també pot prevenir el càncer els olis essencials, si tenen els mateixos efectes anticancerosos que la peça de fruita». No existeix cap evidència científica que recolzi aquesta afirmació, com va assenyalar l'Organització Mèdica Col·legial després d'aquestes declaracions. cal destacar que al programa s'han promocionat en diverses ocasions altres mètodes pseudocientífics o homeòpates similars al que va deslligar la polèmica.
El 20 d'abril de 2015, després de l'assassinat d'un professor amb una ballesta, Mariló i els seus col·laboradors analitzen a La mañana de la 1 l'arma utilitzada dient «L'arma, evidentment, no és habitual. És una arma molt complexa. És com un arc modern amb fletxes.»
El 27 de juliol de 2016, denúncia al polític Pablo Iglesias davant l'Institut de la Dona per unes declaracions en les quals el líder de Podemos afirmava que «l'assotaria fins que sagnés».
El 5 d'agost de 2016 Mariló Montero va ser denunciada per conduir un ciclomotor sense el casc reglamentari. La denúncia va ser interposada per ella mateixa.